# Theope atima
Espèce
Theope atima est un insecte lépidoptère appartenant à la famille  des Riodinidae et au genre Theope.

## Taxonomie
Theope atima a été décrit par Henry Walter Bates en 1868.

## Description
Theope atima est un papillon au dessus marron foncé presque noir légèrement suffusé de bleu.
Le revers est de couleur ocre cuivré. Il présente aux ailes postérieures une ligne submarginale incomplète de marques noirs.

## Écologie et distribution
Theope atima est présent au Brésil.

### Biotope
Il réside dans la forêt amazonienne.

### Protection
Pas de statut de protection particulier.